# Гаррінгтон (Мен)
Гаррінгтон (англ. Harrington) — місто (англ. town) в США, в окрузі Вашингтон штату Мен. Населення — 962 особи (2020).

## Демографія
Згідно з переписом 2010 року, у місті мешкали 1004 особи в 419 домогосподарствах у складі 290 родин. Було 675 помешкань
Расовий склад населення:
| - 97,5 % — білих - 0,4 % — чорних або афроамериканців - 0,3 % — азіатів - 0,1 % — корінних американців |

До двох чи більше рас належало 1,1 %. Частка іспаномовних становила 2,8 % від усіх жителів.
За віковим діапазоном населення розподілялося таким чином: 21,1 % — особи молодші 18 років, 60,2 % — особи у віці 18—64 років, 18,7 % — особи у віці 65 років та старші. Медіана віку мешканця становила 44,9 року. На 100 осіб жіночої статі у місті припадало 99,2 чоловіків;  на 100 жінок у віці від 18 років та старших — 99,5 чоловіків також старших 18 років.
Середній дохід на одне домашнє господарство  становив 51 040 доларів США (медіана — 41 667), а середній дохід на одну сім'ю — 59 214 долари (медіана — 49 519). Медіана доходів становила 31 591 долар для чоловіків та 24 922 долари для жінок. За межею бідності перебувало 10,1 % осіб, у тому числі 6,3 % дітей у віці до 18 років та 12,4 % осіб у віці 65 років та старших.
Цивільне працевлаштоване населення становило 428 осіб. Основні галузі зайнятості: освіта, охорона здоров'я та соціальна допомога — 25,9 %, сільське господарство, лісництво, риболовля — 20,3 %, публічна адміністрація — 7,9 %, виробництво — 7,2 %.